# 二楽荘

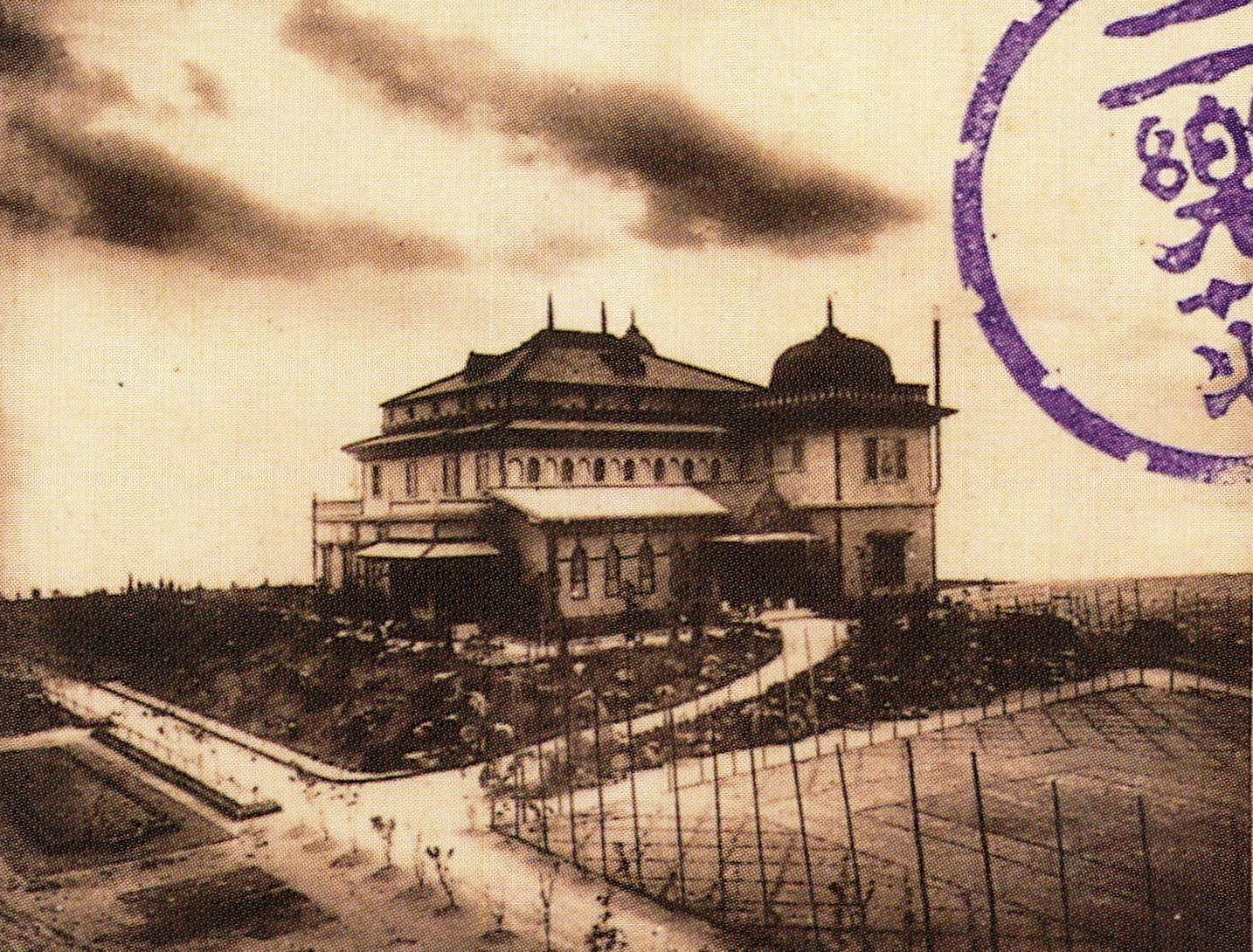
二楽荘本館

二楽荘（にらくそう）は、西本願寺22世法主・大谷光瑞が兵庫県の六甲山麓に建設した別邸である。1909年（明治42年）に竣工したが、数年後には閉鎖され、1932年（昭和7年）に焼失した。「二楽」とは「山を楽しみ、水を楽しむ」「山水を楽しみ、育英を楽しむ」の意味とされる。

## 二楽荘の建設
大谷光瑞は、1902年（明治35年）に現在の須磨離宮公園の地を買い上げ、3万3千坪に庭園・温室・毛氈花壇・テニスコート等と広大な平屋の日本建築と2階建の洋風建築からなる月見山別邸を1904年（明治37年）に落成させる。
1907年（明治40年）、宮内庁が武庫離宮建設のため買い取り、その代替地として光瑞に与えられたのが、兵庫県武庫郡本山村（現・神戸市東灘区本山）の村有であった通称「岡本山」である。光瑞は、1907年（明治40年）、この地を15万円（当時価格）で買い上げ、1908年（明治41年）3月17日に二楽荘本館を起工し、1年半後の翌年9月20日に竣工した。以後も順次付属施設が建てられていった。
本館の建設は、法主・光瑞を中心に、工事設計監督技師・鵜飼長三郎ほか4名が建設施工、内部装飾を担当し、建築費に約17万円を費やした。時には光瑞みずからが、技手、職工として鋭意従事することもあった。後に伝道院や築地本願寺を設計した東京帝国大学教授伊東忠太が、当初から助言を行った。伊東は本館を「本邦無二の珍建物」と評しており、当時の大阪毎日新聞の連載記事「光瑞法王と二楽荘」には「天王台の大観」と題する見出しがつけられているほどであった。総面積24万6000坪を数える広大な邸宅は、山麓を階段状に削りだし、その平坦部に各施設が建てられた。山麓の下段には、事務所の洋館と学生の教育をおこなう私塾・武庫中学（1911年（明治44年）開校）の校舎と付属館、中段には二楽荘本館、上段の山頂には純白の窮屋と称せられる白亜殿（含秀居・がんしゅうい）、測候所、図書館兼宿舎の巣鶴楼（すかくろう）などが配置された。そして各施設をつなぐために、3本のケーブルカーが設置された。ケーブルカーの桟道の両側には桜やコスモスが植えられていたという。

## 本館の意匠と庭園
山頂の白亜殿が建てられる以前は、本館が光瑞の活動の中心であった。その本館の外見は、インドのアクバル皇帝時代の建物やタージ・マハルを模したとされ、赤いストレート屋根の西隅にはドームがそびえ、木造二階建て、地下一階となっている。建物の基礎部分には、神戸沖で沈没した英商船の廃船部材を転用した。本館内部の構造は、一階には、英国室、支那室、アラビア室、英国封建時代式の大室、純洋式の浴室と便所、事務室、二階にはインド室、廻廊式書庫、エジプト室、洋式客室、法主寝室、地下には調理室などがあり、建築様式や家具、調度類で各国の雰囲気を醸し出している。また、この本館の各国室には、大谷探検隊の収集品も展示されていた。
アラビア室は、本館東端に位置し、スペインのアルハンブラ宮殿内の王室の壮観を模したものといわれ、床は白と黒の大理石で基盤に敷かれ、中央の四角い池には噴水があり、周囲にはベゴニアやコケ類の鉢が置かれていた。その隣の英国室は、白土で塗られた大きな梁が天井を走り、頑丈で素朴な英国風の調度類（テーブルや椅子）が置かれ、壁一面に鹿などの角や頭蓋骨が飾られていた。
インド室は妻の重子の部屋で、インドのアクバル皇帝時代の大臣室を模し、インド壁画や黒色大理石に宝石を飾った大額、重子が撮影したヒマラヤの写真などが飾られていた。そして、エジプト模様と彫刻、ナイル河畔の大壁画とピラミッドの大壁画を巡らしたエジプト室を南に抜けると、屋外のベランダから南庭の毛先庭が見下ろされた。毛先庭は、花の文様や色彩を勘案して造成され、その中央には方線式の泉水が純インド風に配置されていた。

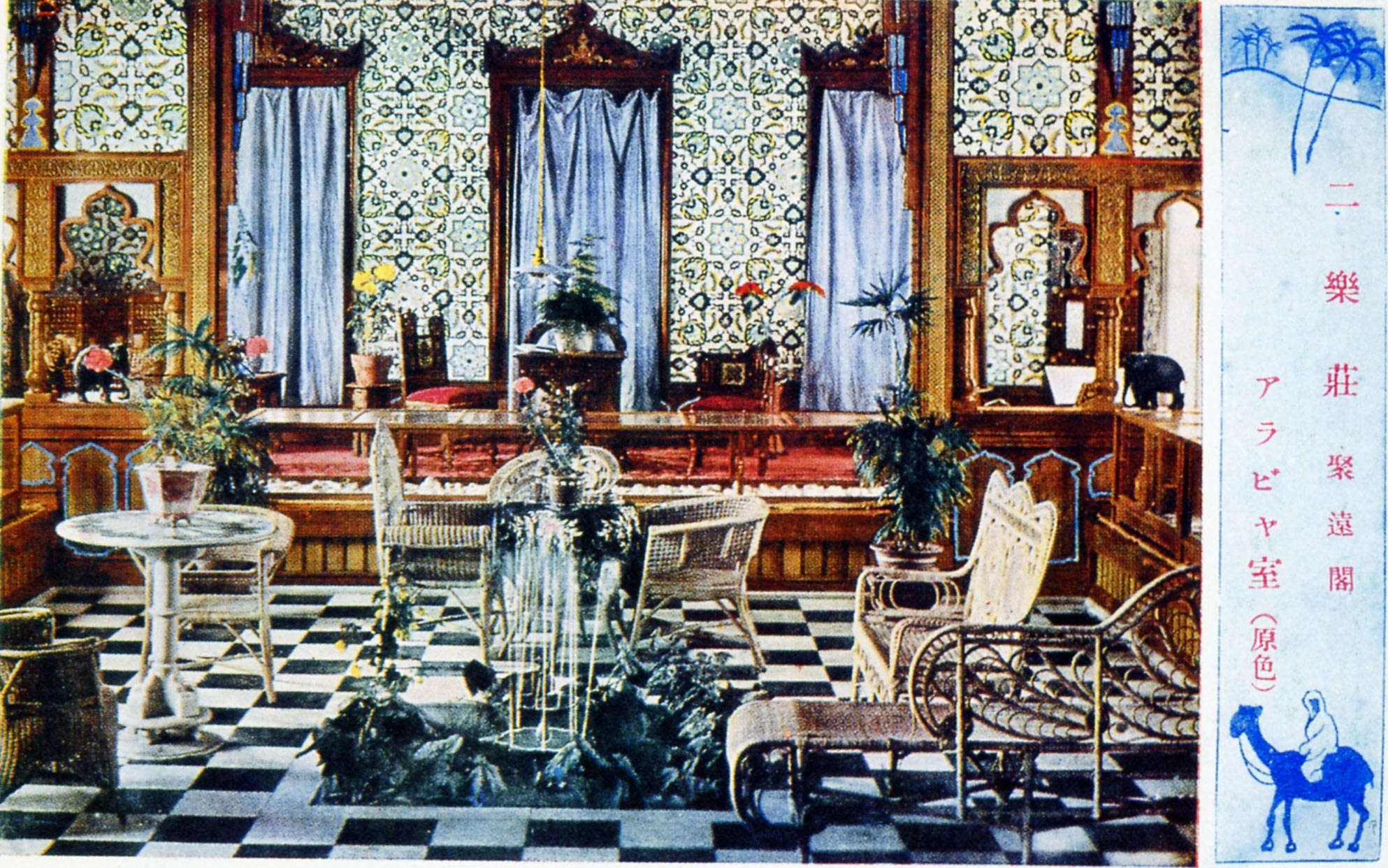
アラビヤ室
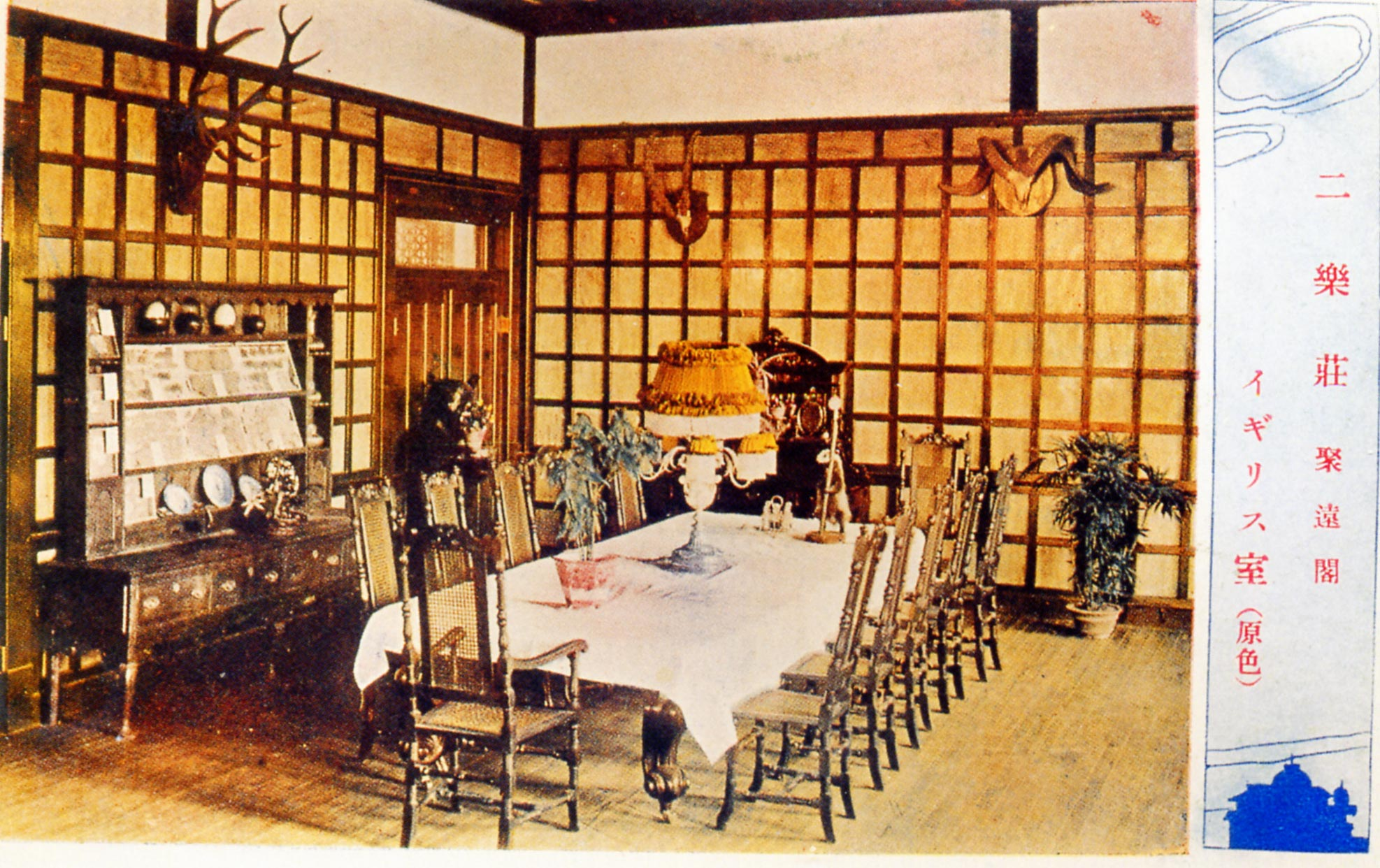
イギリス室
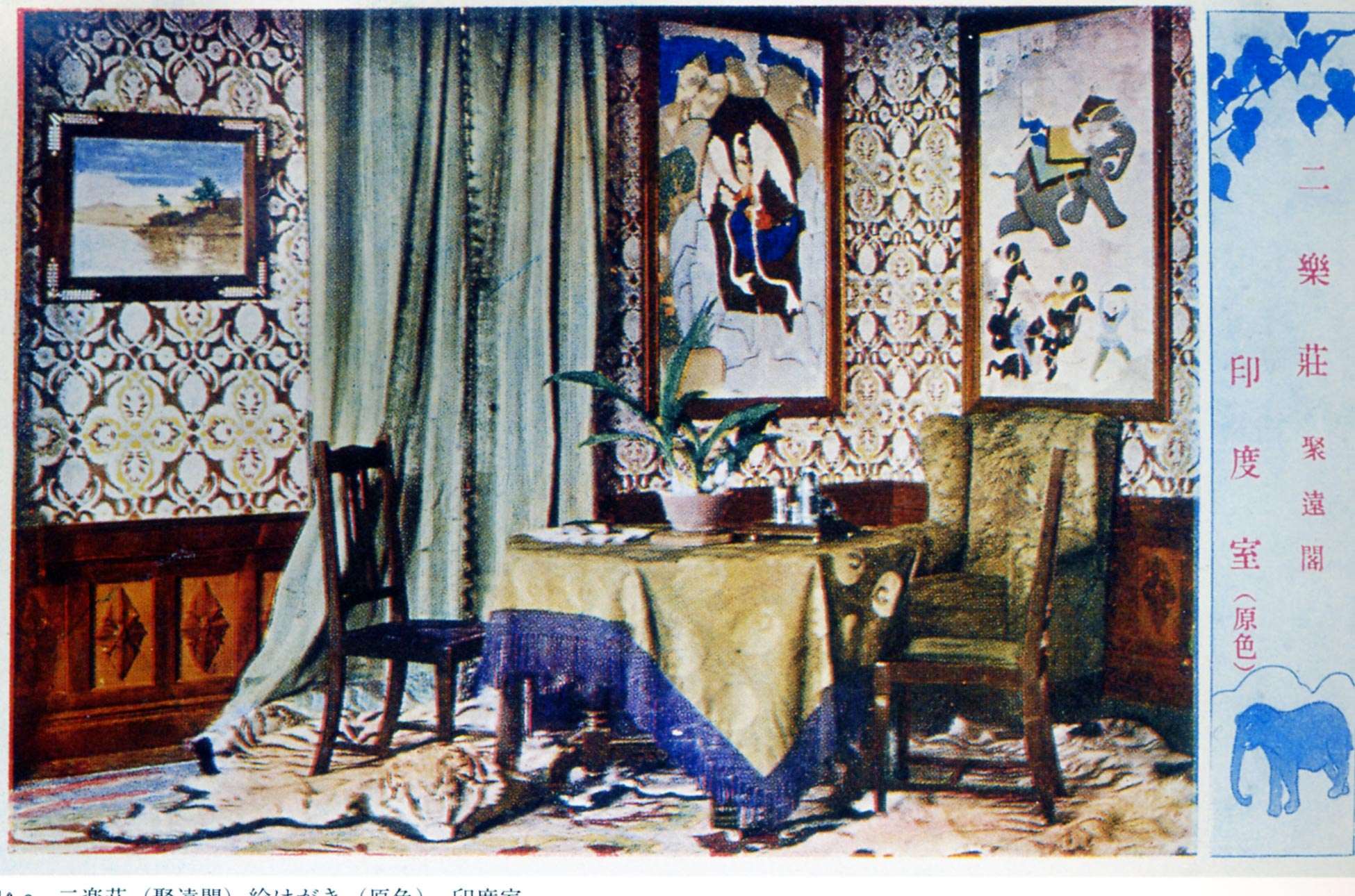
印度室
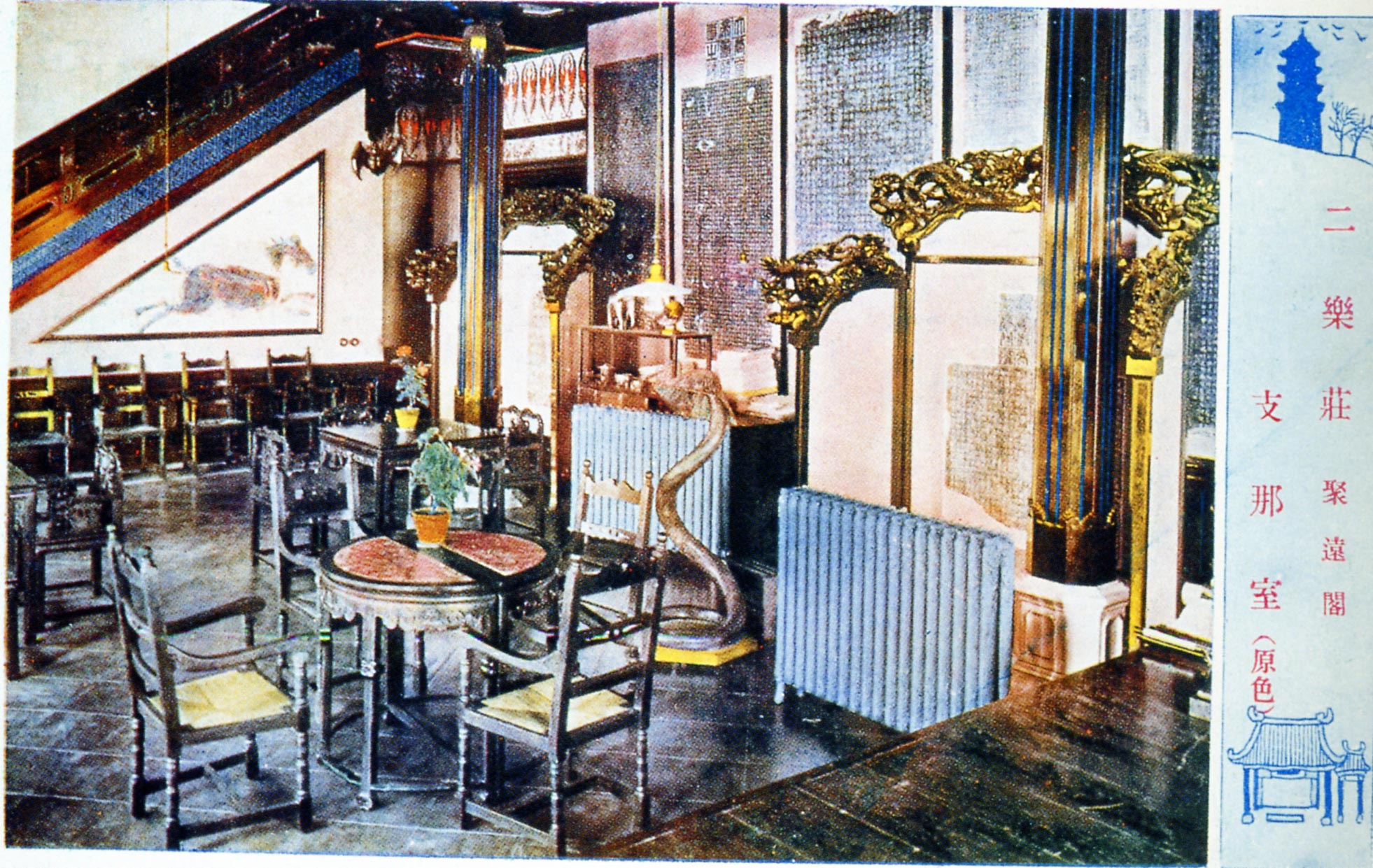
支那室
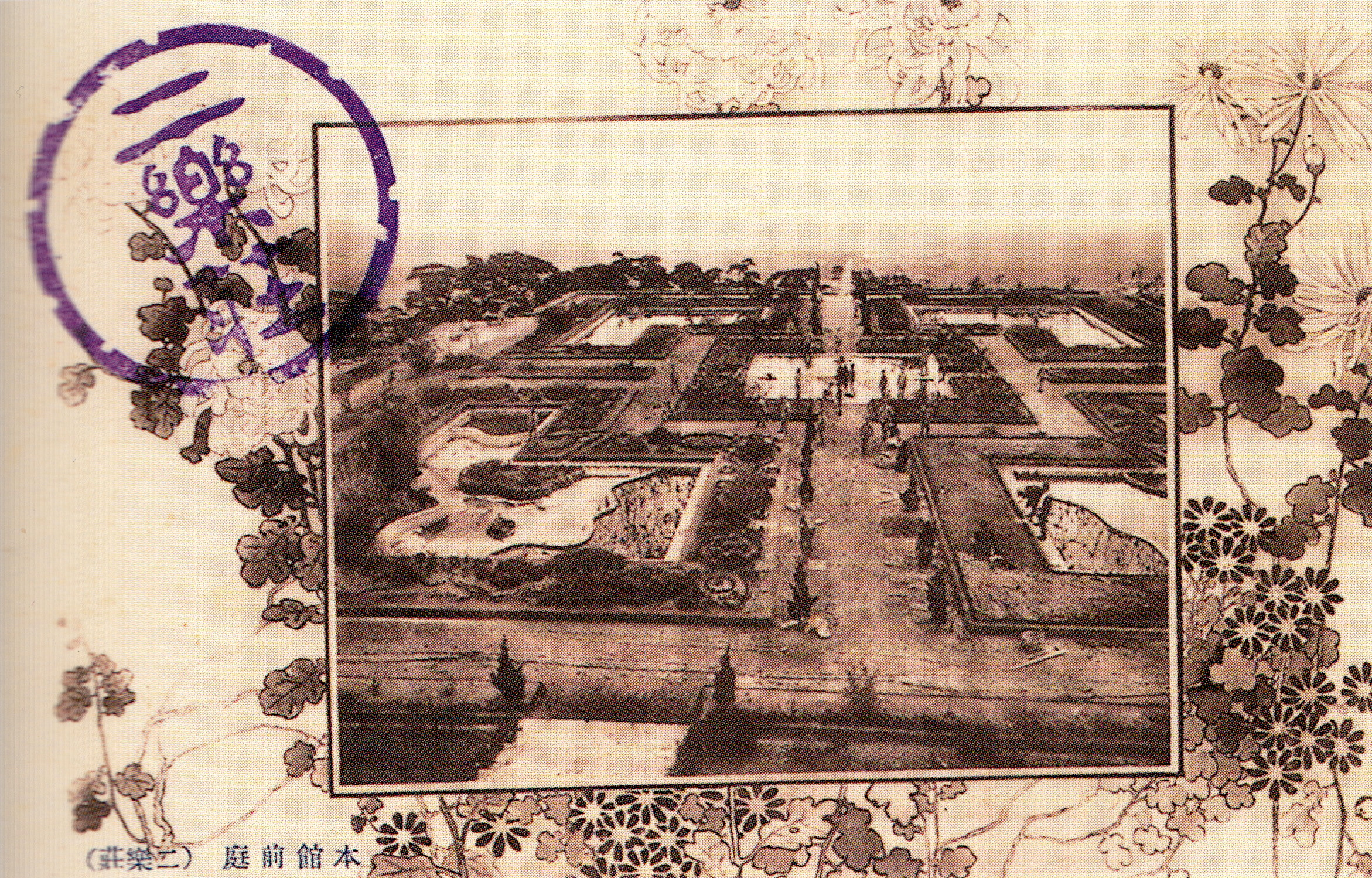
本館の前庭

## 大谷光瑞の失脚から焼失まで
第三次大谷探検隊をはじめとする教団事業の出費がかさみ、大谷家の負債が表面化するとともに、1914年（大正3年）には本願寺に関する疑獄事件が突発するなど多くの問題を抱える中で、同年3月、二楽荘そして武庫中学も閉鎖され、大谷光瑞は西本願寺住職・浄土真宗本願寺派管長を辞任するにいたった。以後、二楽荘は、大谷光瑞が中国の旅に出る中、住吉に豪邸を構える大阪の富豪で旧知の久原房之助に売却された。その額は、二楽荘の建築、地所、美術品一切を含んで16万円とも21万円ともいわれている（機材類一式を6,875円と計算した書類は龍谷ミュージアムに現存している）。主がいなくなった二楽荘は荒廃し、本殿の漏水が著しく、ケーブルカーも停止し各所に崖崩れが起こり、レールの錆びが目立っていた。光瑞の白亜殿の書斎のすべての装飾も取り外され、見る影もなく哀れな状態であったという。
1918年（大正7年）、二楽荘山裾の増田太郎右衛門（本山村長）の所有地に甲南学園による私立甲南中学校の設立計画が具体化された。学園は、中学の仮校舎の一部として、武庫中学の付属施設の部材を転用し、移築する承諾を久原房之助から取り付けた。また、武庫中学の講堂も久原から譲り受け、応急修理の後、校長室、事務室、会議室などに利用された。この武庫中学の講堂では、学園最初の入学式が1919年（大正8年）4月に挙行された。以後、久原房之助は学園の創立委員、理事となり、二楽荘を学園に提供する意志を表明したが、結局立ち消えとなった。
建築から25年経った1932年（昭和7年）10月18日午前3時30分ごろ、二楽荘は不審火ともされる原因不明の火事によって焼失した。
2019年（平成31年）現在、跡地は霊法会管理下になっており、特に教団外者の入場は厳しく制限・管理されている。